# 霍比
霍比是格魯吉亞西部薩梅格雷洛-上斯瓦內蒂大区霍比市鎮的城鎮及其行政中心。位於霍比河畔，2014年人口数量为4,242人，居民大多信奉東正教。